# Mausoleum van Moulay Ismail
Het mausoleum van Moulay Ismail in Meknes is de laatste rustplaats van de roemruchte sultan Moulay Ismail. Hij ligt er samen met een van zijn vrouwen en twee van zijn zonen. Koning Mohammed V zorgde in de jaren 50 voor de restauratie van het complex, dat nog altijd een grote aantrekkingskracht heeft op gelovigen. Het is een van de weinige religieuze monumenten in Marokko die toegankelijk zijn voor niet-moslims.

## Architectuur
Ahmed Eddahbi voltooide het mausoleum in 1703, ruim voor de dood van de sultan. Het ligt vlak bij de tombe van Abderrahman el-Majdoub, een beroemde dichter en mysticus. Een grote poort met lofwerk en een luifel met groene dakpannen geeft toegang tot het complex. Direct achter de ingang ligt een grote, vierkante zaal, versierd met zelliges en stucwerk. In het midden staat een achthoekige fontein.
Een serie van drie sober versierde binnenhoven geeft toegang tot het graf. In het midden van het derde binnenhof, dat zowel aan de oost- als aan de westzijde wordt afgesloten door een arcade met drie hoefijzerbogen, bevindt zich een bassin voor de rituele reiniging. In de oostelijke muur van deze binnenplaats is een mihrab aangebracht.
Het eigenlijke heiligdom bestaat uit een rijk versierde, vierkante patio en een grafkamer. De galerijen van de patio worden ondersteund door zuilen die in groepen van drie bij elkaar staan. In het midden van de ruimte staat een marmeren fontein. In de grafkamer zijn de vier staande klokken te zien die Lodewijk XIV de sultan cadeau deed, nadat hij de hand van zijn dochter aan Moulay Ismail geweigerd had.

## Afbeeldingen

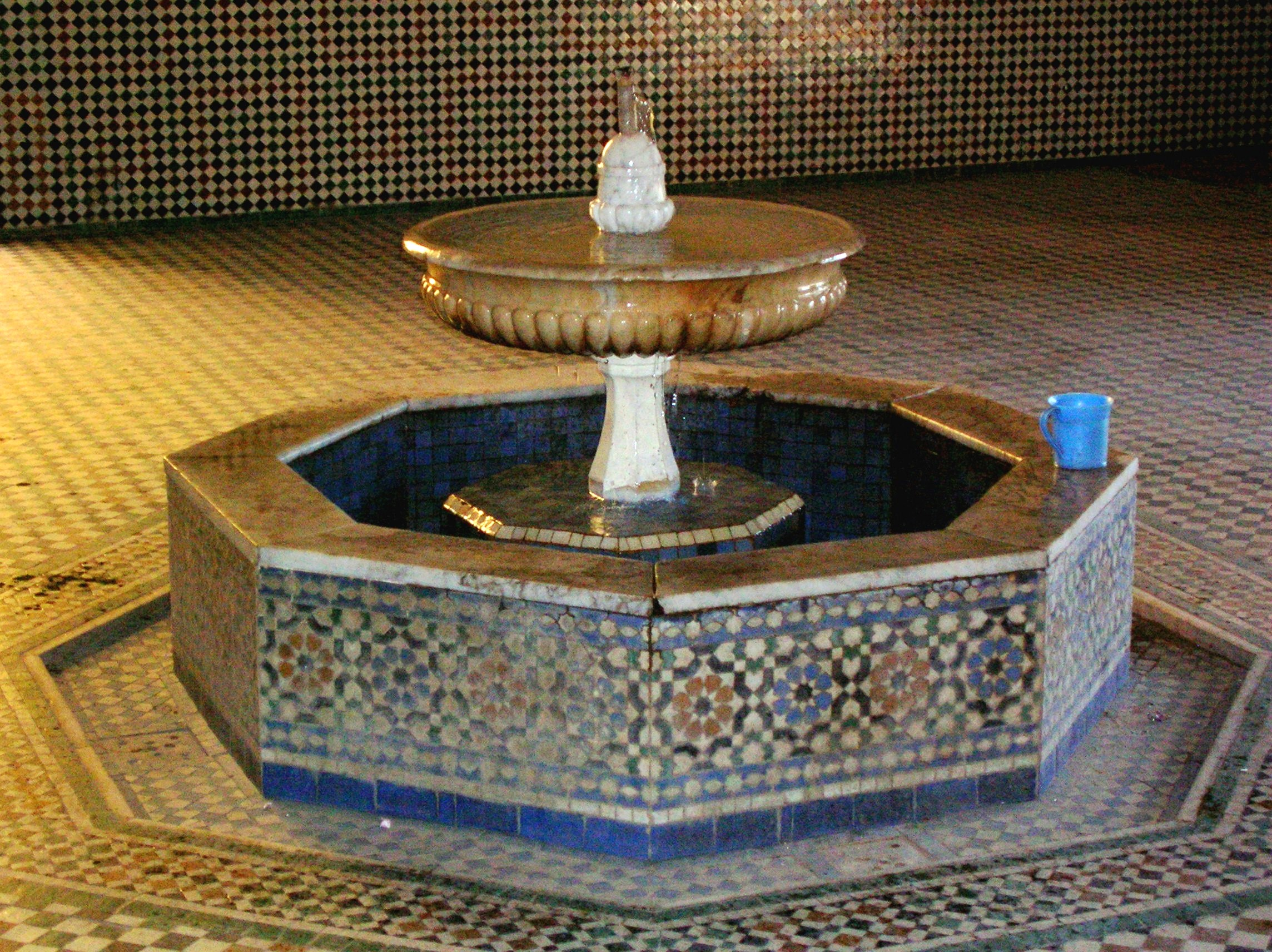
fontein in de zaal bij de ingang
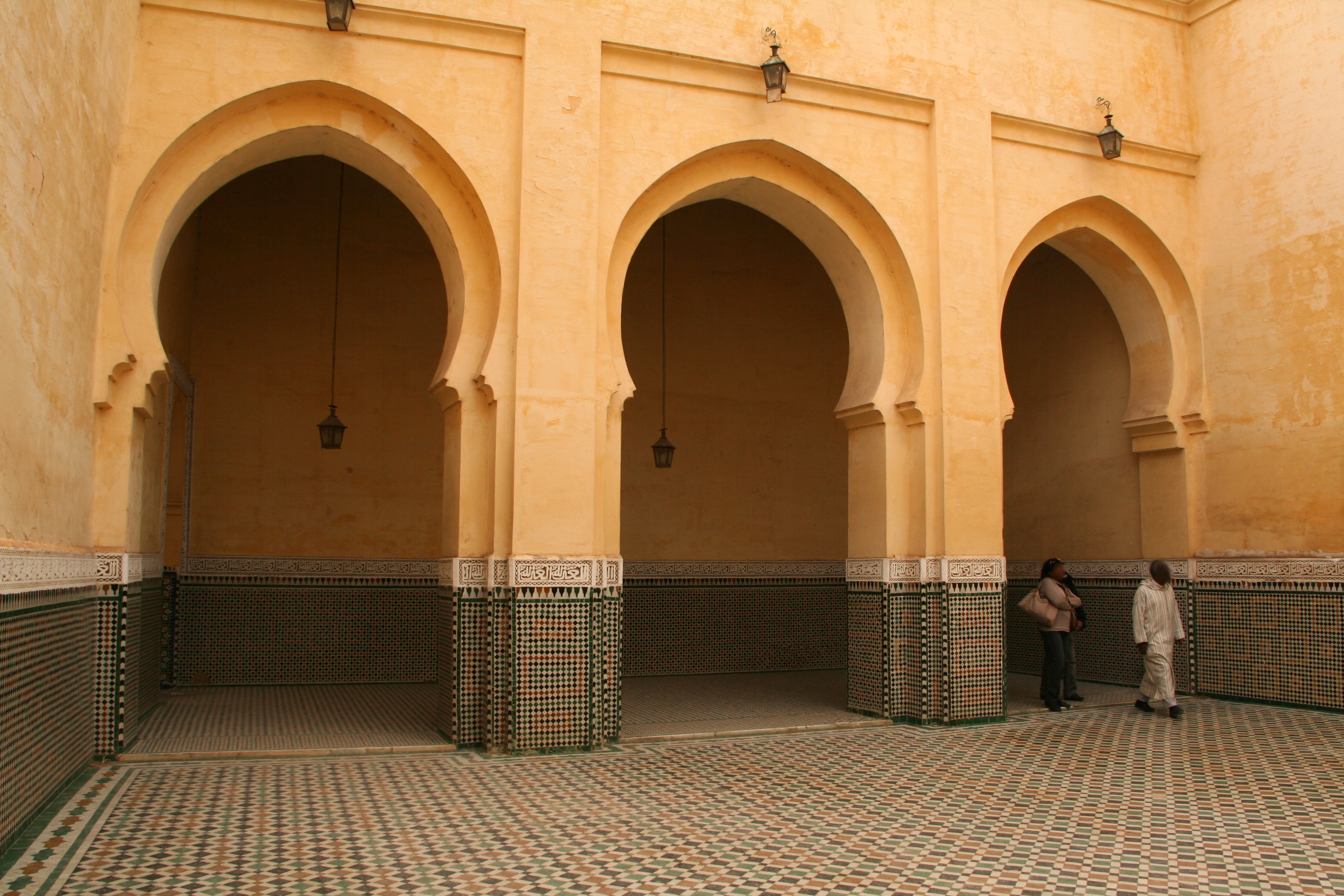
binnenhof met arcade
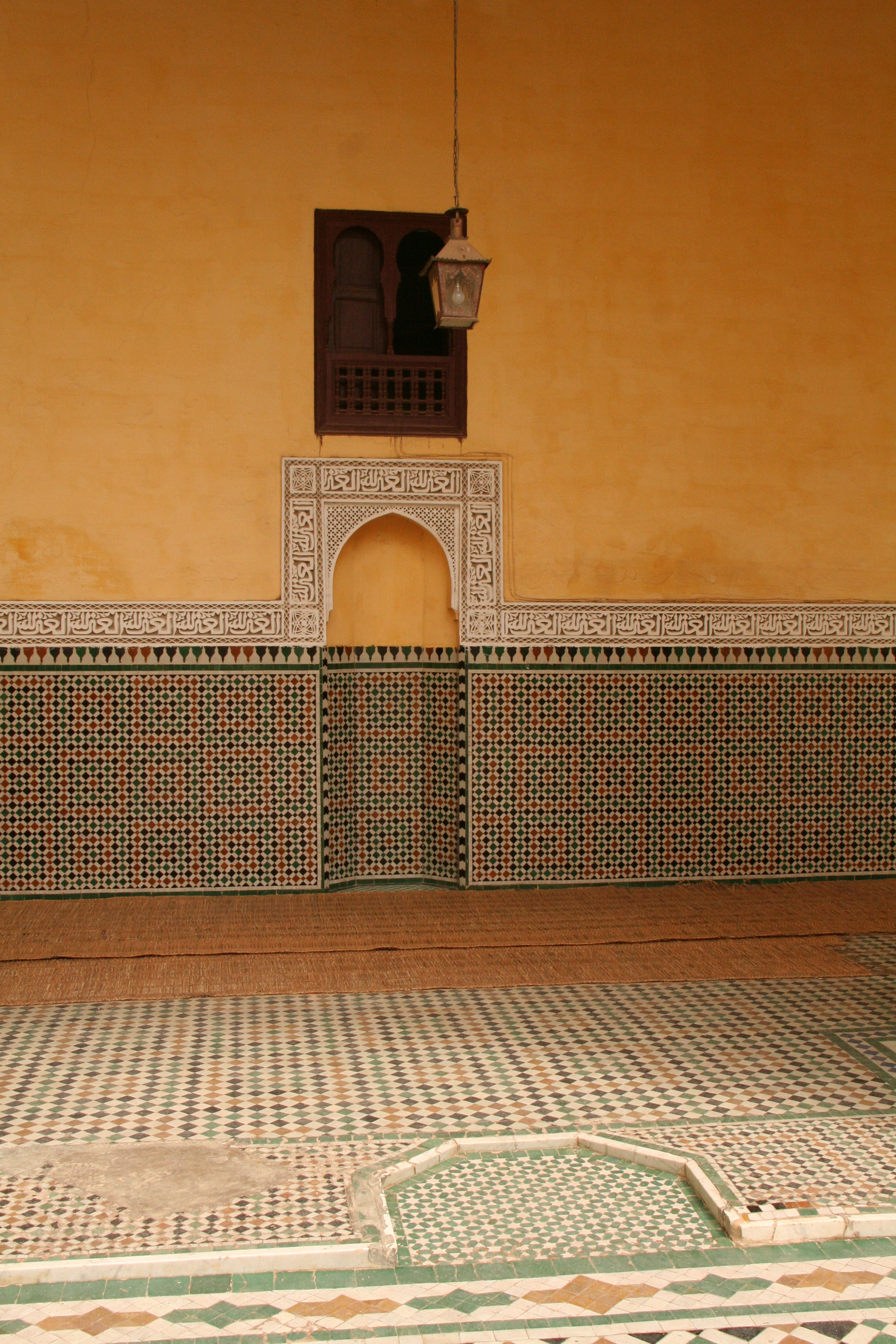
mihrab in het binnenhof
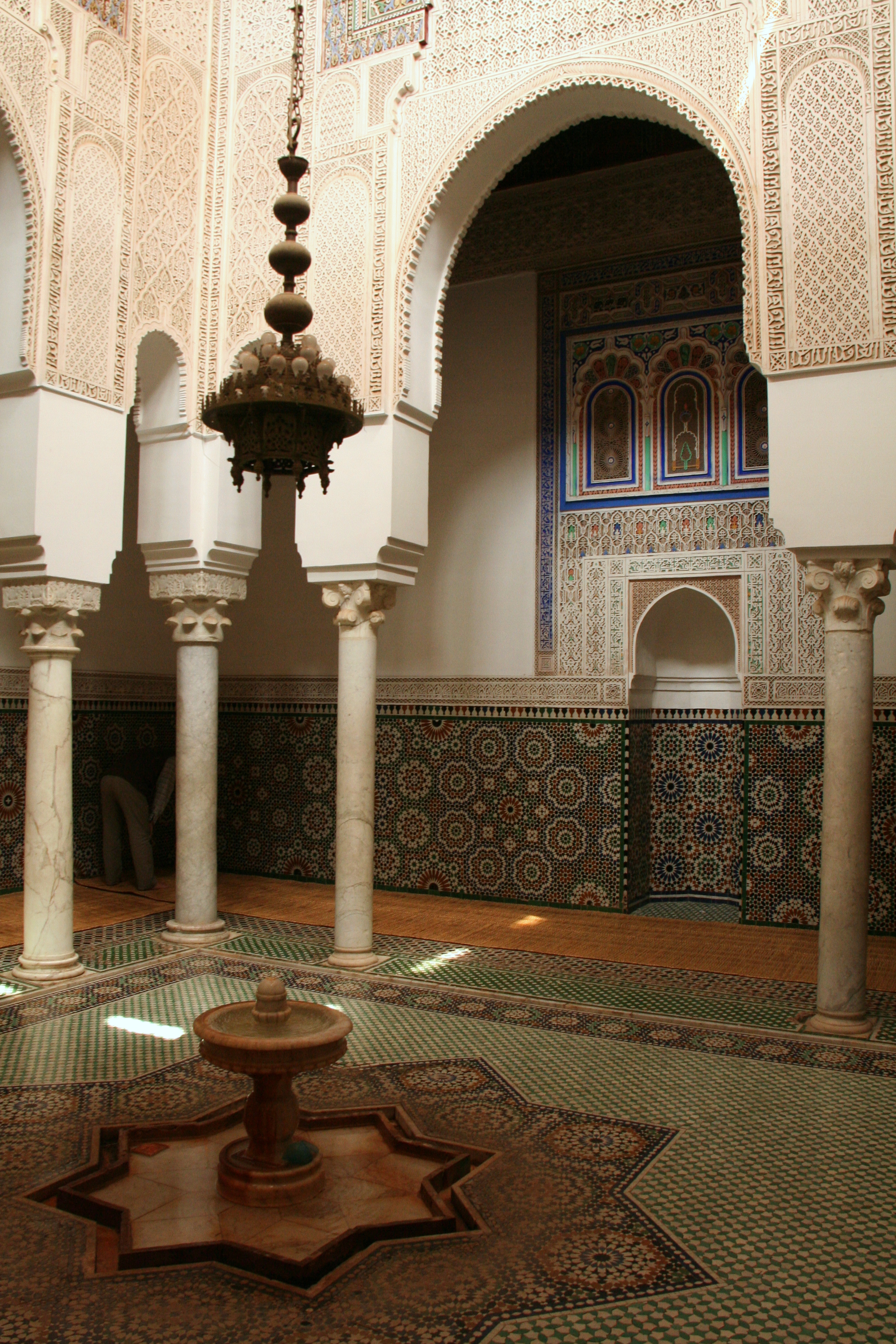
patio
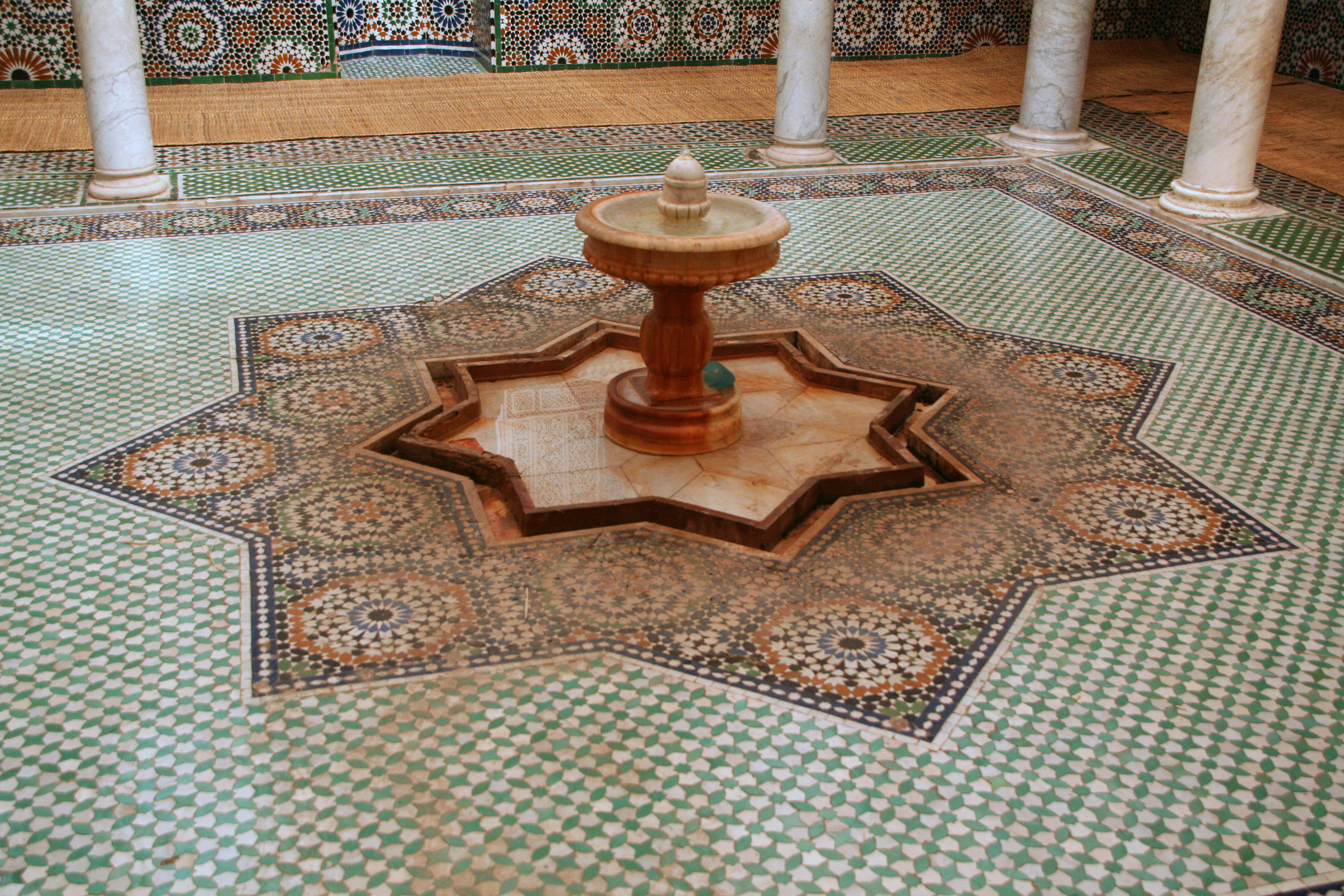
bassin in de patio